# بطولة أوروبا لكرة الماء للسيدات 2016
بطولة أوروبا لكرة الماء للسيدات 2016 هو الموسم الـ 16 من بطولة أوروبا لكرة الماء للسيدات الذي سيعقد في مدينة بلغراد بصربيا، من قبل الاتحاد الأوروبي للسباحة.